# Taku Hiraoka
Taku Hiraoka –en japonés, 平岡卓, Hiraoka Taku– (Gose, 29 de octubre de 1995) es un deportista japonés que compite en snowboard, especialista en la prueba de halfpipe.
Participó en dos Juegos Olímpicos de Invierno, en los años 2014 y 2018, obteniendo una medalla de bronce en Sochi 2014, en la prueba de halfpipe.
Ganó una medalla de plata en el Campeonato Mundial de Snowboard de 2013, en el halfpipe. Adicionalmente, consiguió dos medallas en los X Games de Invierno.

## Medallero internacional
| Juegos Olímpicos   | Juegos Olímpicos  | Juegos Olímpicos  | Juegos Olímpicos |
| Año                | Lugar             | Medalla           | Prueba           |
| ------------------ | ----------------- | ----------------- | ---------------- |
| 2014               | Sochi (Rusia)     | Medalla de bronce | Halfpipe         |
| Campeonato Mundial |                   |                   |                  |
| Año                | Lugar             | Medalla           | Prueba           |
| 2013               | Stoneham (Canadá) | Medalla de plata  | Halfpipe         |

| X Games de Invierno | X Games de Invierno    | X Games de Invierno | X Games de Invierno |
| Año                 | Lugar                  | Medalla             | Prueba              |
| ------------------- | ---------------------- | ------------------- | ------------------- |
| 2013                | Tignes (Francia)       | Medalla de bronce   | Superpipe           |
| 2015                | Aspen (Estados Unidos) | Medalla de plata    | Superpipe           |